# Hell (album)
Hell dvostruki je studijski album od američkog skladatelja, producenta i pjevača Jamesa Browna, objavljen u srpnju 1974.g. od diskografske kuće "Polydor Records".

## Popis pjesama

### Strana A
1. "Coldblooded" (Brown, Ellis) – 4:45
2. "Hell" (Brown) – 5:03
3. "My Thang" (Brown) – 4:20
4. "Sayin' It And Doin' It" (Brown) – 3:05
5. "Please, Please, Please" (novi snimak)  (Brown, Terry) – 4:07

### Strana B
1. "When The Saints Go Marchin' In" (Traditional) – 2:43
2. "These Foolish Things Remind Me of You" (Link, Marvell, Strachey) – 3:14
3. "Stormy Monday" (Walker) – 3:15
4. "A Man Has To Go Back To The Cross Road Before He Finds Himself" (Brown) – 2:52
5. "Sometime" (Brown, Hobgood) – 4:15

### Strana C
1. "I Can't Stand It "76"" [Novi snimak "I Can't Stand Myself (When You Touch Me)"] (Brown) – 8:10
2. "Lost Someone" (novi snimak) (Brown, Byrd, Stallworth) – 3:35
3. "Don't Tell A Lie About Me And I Won't Tell The Truth On You" (Brown, Roach) – 5:05

### Strana D
1. "Papa Don't Take No Mess" (Bobbit, Brown, Starks, Wesley) – 13:51